# Condado de Ripley (Missouri)
O Condado de Ripley é um dos 114 condados do estado americano de Missouri. A sede do condado é Doniphan, e sua maior cidade é Doniphan. O condado possui uma área de 1 636 km² (dos quais 6 km² estão cobertos por água), uma população de 13 509 habitantes, e uma densidade populacional de 8 hab/km² (segundo o censo nacional de 2000). O condado foi fundado em 1833.